# Махамудра
 Махаму́дра (санскр. महमुद्रा , букв. «Великий Символ» або «Велика Печатка», «Чаг Чен» — тиб.) — Вище духовне вчення шкіл сарма тибетського буддизму, яке полягає у безпосередньому перебуванні практикуючого в стані істинної природи розуму. У класифікації шляхів буддизму не належить до Хінаяни, Махаяни і Ваджраяни, але може практикуватися в контексті Махаяни і Ваджраяни (так звана Сутра-Махамудра і Тантра-Махамудра).
На противагу поступовому шляху сутр, що приймає «Шлях як шлях», є непоступовим шляхом, приймаючим «Плід як шлях». Поділяється на Махамудру-основу, Махамудру-шлях і Махамудру-плід.
Махамудра-основа описує абсолютну істину як єдність (недуальність) природи розуму (свідомості) — «ясності» (пізнавалльної здатності) і суті розуму — «порожнечі» (незумовленості), а також стан заплутаності істот, що виникає внаслідок дуалістичного суб'єкт-об'єктного сприйняття, при якому споконвічно пуста (тобто така, що не має жодного зумовленого буття) природа розуму сприймається як «особистість», «Я», «Его» тощо, в той час, як ясність розуму проявляється у вигляді «зовнішніх» щодо такої «особистості» об'єктів. Таке відчуття окремої, незалежної і постійної особистості на таємному рівні, веде до трьох основних різновидів реакції на «зовнішні» об'єкти: прихильності до бажаних об'єктів, гніву чи відразі до небажаних і байдужості до всіх інших, що на внутрішньому рівні проявляється у вигляді трьох основних негативних емоцій — бажання, гніву і невідання (в цілому Буддизм говорить про 84 000 їхніх комбінацій).
Під впливом цих емоцій на зовнішньому рівні індивід здійснює різні дії, що приносить певні результати, зокрема, у вигляді «звичних тенденцій» — найтонших ментальних факторів. Вони визначають як спосіб нашого майбутнього помилкового дуалістичного сприйняття, так і наступні види взаємин з «зовнішніми» речами — реакції і дії, які знов-таки засівають в розум певні враження, що формують звичні тенденції. Таким чином, створюється безперервний цикл зумовленого існування — сансара, коренем якого, як і з'являється в результаті страждання, є споконвічне невідання — дуалістичне сприйняття світу, засноване на хибному відчутті окремо, незалежності та сталості особистості (насправді не є ні окремою, ні незалежною, ні постійною), а найшвидшим і прямим шляхом до його припинення є безпосереднє перебування в суті розуму — неподільності сприйняття і порожнечі, яке досягається завдяки дотриманню Махамудри-шляху.
Махамудра-шлях викладається у вигляді 4-х йог:
1. Йога односпрямованість санскр. екагра (або заспокоєння розуму, тиб. — шине, санскр. — Шаматха).
2. Йога простоти санскр. ніспрапанча (або проникаючого бачення, тиб. — лхаґтонг, санскр. — Віпашьяна).
3. Йога одного смаку (санскр. рамасама).
4. Йога немедитації (санскр. абхавана).

- Суть першої йоги полягає в односпрямованої концентрації уваги на певному об'єкті з метою запобігання блукань розуму, що викликаються відволіканням на зовнішні об'єкти, емоції та думки. Таким чином, односпрямованість є методом, а заспокоєння розуму — результатом даної практики.
- Досягнувши уваги, практикуючий може переходити до дослідження природи власної свідомості за допомогою проникаючого (в природу розуму) бачення, що є предметом йоги простоти. Тут досягається безпосереднє переживання нероздільності розуміння й порожнечі, повністю усувається причетність ілюзії особистості, що призводить до Звільнення — досягнення стану за межами страждань.
- Наступним кроком є глибинне дослідження природи зовнішнього світу і бачення того, що, як і у випадку з нашою ілюзорною особистістю, істинною природою зовнішніх об'єктів є пусте сприйняття Осягнення того факту, що зовнішні об'єкти і розум є нероздільними, переживається як один смак.
- На четвертому щаблі усуваються останні звичні шаблони розуму, в тому числі пов'язані з медитацією. Зникає навіть натяк на відмінність між медитацією і станом після медитації. Обрітається абсолютна стійкість розуму в недвойственном сприйнятті — Махамудра — плід або стан Просвітлення.

Махамудра — плід — це реалізація стану будди, яке можна описати в контексті трьох станів, чотирьох активностей і п'яти мудростей.
- Три стану це: Дхармакайя — Стан Істини — тотожне пізнанню порожнечі і набуття абсолютної безстрашності, Самбхогакайя — Стан Радості — відповідає пізнанню невіддільного від порожнечі сприйняття (свідомості) і набуття вищої радості, і нірманакая — Стан Випромінювання — проявлені з великого жалю з метою принесення користі істотам «зовнішні об'єкти», як, наприклад, Будда Шак'ямуні.

Чотири види активності це: заспокійлива, що збагачує, надихаюча і яка захищає.
П'ять видів мудрості: дзеркальна — як результат очищення гніву, що зрівнює — результат усунення гордості, що розрізняє — результат осягнення істинної природи прихильності або бажання, всесовершающая — результат перетворення ревнощів і заздрощів, і всепроникна — результат усунення невідання.
«Пісня Махамудри», відома тибетською мовою як «Пхіг. Чен. Гангу. Ма.», Є текстом Махамудри, складеним засновником цієї традиції Тілопа і переданим їм його учневі Наропу на березі річки Ганг. Ще один текст, що містить повчання Махамудри, був складений Третім Кармапою Рангджунг Дордже (1284—1339), який відбив глибоку мудрість Махамудри в невеликих віршах. Пояснення і переклад Махамудри Третього Кармапи можна знайти в книзі Оле Нідала «Махамудра».